# Блок 31
Блок 31 је део Градске општине Нови Београд и налази се у централном делу територије општине.

## Положај
Локација блока 31 омеђена је улицама Булевар Михајла Пупина, Булевар Зорана Ђинђића, улица Омладинских бригада и Булевар уметности.

## O блоку
У блоку се налазе искључиво пословне зграде, без изграђених стамбених објеката. Пре свега, ту је смештена зграда Општине Нови Београд, затим зграде МУП-а Србије (СИВ-2) и Пословна зграда Републике Србије (СИВ-3), зграда Југоимпорт - СДПР-а, Полицијска станица, тржни центар Меркатор, као и пословне зграде Имтел-а, Југоагент-а, Лукоил-а, НЛБ банке, и Атриум-а. Између објеката су саобраћајнице, уређене зелене површине и паркиралишта.

## Околина
У непосредној близини блока налази се већи број значајних објеката. Западно се налази Црква Светог великомученика Димитрија, у близини је YU-бизнис центар, палата Србија и Београдска арена.

## Саобраћај
Блок 31 је окружен улицама кроз које пролазе многобројне аутобуске линије ГСП Београд и које имају стајалишта у тим улицама, које га окружују. У улици Булевар Зорана Ђинђића је аутобуско стајалиште линија 17, 68, 70, 74. У Булевару Михајла Пупина је аутобуско стајалиште линија 16, 65, 72, 75, 77, 78, 83. У улици Омладинских бригада је аутобуско стајалиште линија 17, 73, 76, 85, 88, 607, 610, 611, 612, 708. У Булевару уметности је аутобуско стајалиште линије 71.